# خورشیدفرشته گلوبنددار
خورشیدفرشته گلوبنددار (نام علمی: Heliangelus strophianus) یک گونه از مگس‌مرغان است که در دامنه غربی اکوادور و منتهی الیه جنوب غرب کلمبیا یافت می‌شود.

## ویژگی‌ها
این مگس‌مرغ از نظر جنسی دوشکلی است، اما فقط کمی این حالت را دارد. هر دو جنس در روتنه به رنگ سبز می‌درخشند و دارای یک خال سفید کوچک پس‌چشمی و یک دم آبی مایل به سیاه است. زیرتنه آنها نیز به رنگ سبز می‌درخشد که در بالا با طوق سینه‌ای سفید حاشیه دارد. نر گلوی صورتی مایل به قرمز دارد که از یقه سفید تا تقریباً پایهٔ نوک امتداد دارد. ماده یک چانه سیاه با نوارهای سفید و یک لکه گلویی صورتی مایل به قرمز کوچک دارد.

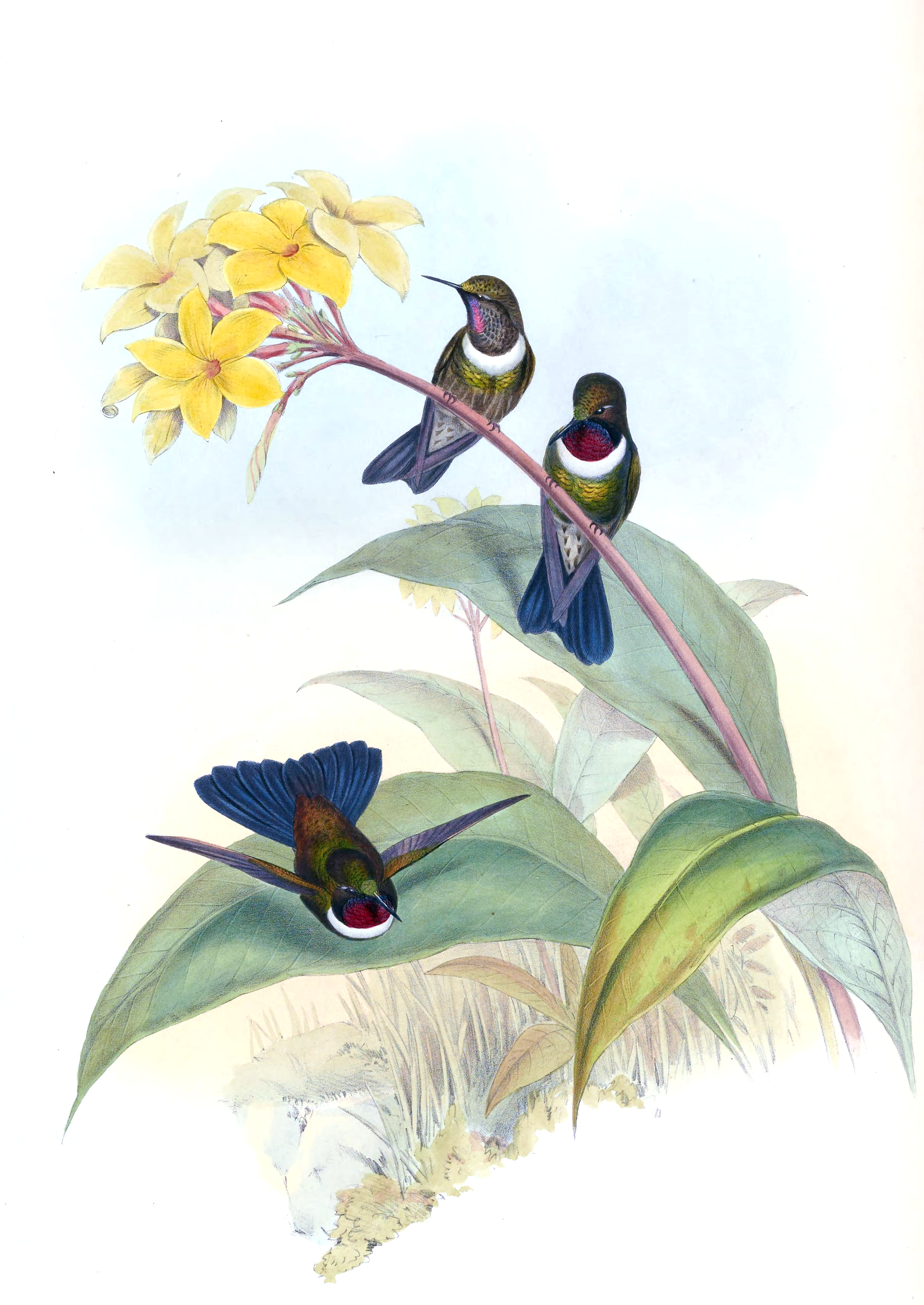
نگاره توسط جان گولد